# 叶张根
叶张根（1984年5月7日—），是一名中国足球运动员，司职中场，目前效力于南昌八一。
叶张根原来是上海申花青年队的球员，曾被俱乐部派往巴西留学，2005年底曾经获得过一次联赛出场机会。2006年加盟西安国际（后改名陕西浐灞），很快成为中场主力之一，但是2007年赛季中他却撕裂了韧带，之后曾长期缺阵，2008年后期伤愈复出。2010年初，叶张根转会至刚刚升入中超的南昌衡源。
2011年7月，球员二次转会期间，乙级联赛球队青岛青科以租借方式从南昌衡源引进叶张根